# Victoria de Durango
Victoria de Durango este capitala statului mexican Durango. La recensământul din 2000 el avea ca. 669.000 loc. Orașul poartă numele primului președinte mexican Guadalupe Victoria (1786-1843). Localitatea a fost întemeiată în iulie 1563 sub numele de "Villa de Durango" de către conchistadorul spaniol "Francisco de Ibarra". Victoria de Durango mai este poreclit ca "Perla din Guadiana", el fiind amplasat în Valea Guadiana. În oraș care este un centru cultural există un episcopat, mai multe universități, cinematografe și muzee.

## Personalități marcante
- Karl Wilmanns (1873–1945), psihiatru
- Ernst Wilmanns (1882-1960), istoric german
- Ángel Zárraga (1886–1946), pictor
- Ramón Novarro (1899–1968), actor
- Dolores del Río (1905–1983), actriță